# Аболиньш, Гундарс
Гундарс Аболиньш (латыш. Gundars Āboliņš, 7 января 1960) — советский и латвийский театральный и киноактёр.

## Биография
Родился 7 января 1960 года в Риге в семье актёров Таливалдиса Аболиньша и Веры Сингаевской. Брат — музыкант Марис Аболиньш.
Окончил 6-ю Рижскую среднюю школу (1978), Народную студию киноактёра (1976—1978), театральный факультет Латвийской государственной консерватории им. Я. Витола по специальности драматический актёр театра и кино (1982) и факультет экономики и управления Латвийского государственного университета (магистр социологии, 2002).
Работал в Молодёжном театре (Государственный театр юного зрителя Латвийской ССР, 1982—1988) и в театре Дайлес, актёр труппы Нового Рижского театра.
Обладает импровизационным талантом, пластичный и темпераментный комедийный актёр. Принимает участие в музыкальных и пародийных постановках, эстрадных концертах. В популярной музыкально-драматической программе, подготовленной на стихи Г. Ф. Стендера и музыку Э. Игенберга, исполнителем была вся семья Аболиньшей (родители и оба сына).
За роль Сони в одноимённом спектакле режиссёра Алвиса Херманиса по рассказу Татьяны Толстой был удостоен награды в номинации «Лучший актёр года». Эта же роль принесла актёру призы на театральных фестивалях в Польше и Хорватии.
Снимался в кино на Рижской киностудии. Первую роль — курсанта мореходного училища, сыграл ещё подростком, в фильме режиссёра Иманта Кребергса «Паруса». В фильме режиссёра Яниса Стрейча «Лимузин цвета белой ночи», играл вместе со своим отцом.
Член Латвийского общества театральных работников с 1986 года.

## Театральные работы

### Молодёжный театр
- 1983 — «Разъярённый червь» Гунара Приеде — Земдимдис
- 1985 — «И всё-таки она вертится!» Александра Хмелика — Мартиньш Булдурс
- 1985 — «Дни портных в Силмачах» Рудольфа Блауманиса — Иоська
- 1988 — «Ларсоны и Карлсоны» Яна Экхольма — Лабан

### Театр Дайлес
- 1989 — «Грехи Трины» Рудольфа Блауманиса — Янукс
- 1991 — «Слуги дьявола» Рутку Тевса — Цыган
- 1993 — «Мышьяк и старинные кружева» Дж. Кессельринга — Мортимер Брустер
- 1993 — «В ожидании Годо» Сэмюэла Беккета — Эстрагон
- 1994 — «У галантной белочки» Жоржа Фейдо — Ромен Турнель
- 1994 — «Носорог» Эжена Ионеско — Беранже
- 1996 — «Ветер в ивах» по повести Кеннета Грэма — Мистер Жаб
- 1996 — «Дамский портной» Жоржа Фейдо — Мулино
- 1997 — «Ужин дураков» Франсиса Вебера — Шеваль
- 1998 — «Швейк» по роману Ярослава Гашека — Пани Мюллерова, Фельдукарат Кац, Вольноопределяющийся Марек
- 1998 — «Весёлая вдова» Франца Легара — Граф Люксембург

### Новый Рижский театр
- 2005 — «Соня» по одноимённому рассказу Татьяны Толстой — Соня

## Фильмография
- 1977 — Паруса — Стас Сосновский
- 1981 — Лимузин цвета белой ночи — Угис
- 1982 — Забытые вещи — сосед
- 1987 — Фотография с женщиной и диким кабаном
- 1989 — Судьбинушка — Оярс Рубенис
- 1993 — Грешница в маске
- 2000 — Мистерия старой управы — Жоржик
- 2004 — Водяная бомба для кота толстяка — Иво
- 2007 — Янова ночь — Оскар
- 2009 — Маленькие разбойники — охранник
- 2011 — Забытый — Андрей Викторович Коновалов
- 2017 — С пяти до семи
- 2017 — Сын — Марк
- 2020 — Город у реки — отец

## Награды
- Офицер ордена Трёх звёзд (14 октября 2008 года)[1]